# Minervois
Pour le vin, voir minervois (AOC).
Le Minervois (Menerbès en occitan) est une région naturelle de France située dans la région Occitanie, à cheval sur les départements de l'Hérault et de l'Aude. C'est un pays de basses collines qui s'étend du Cabardès, à l'ouest, au Biterrois à l'est, et de la Montagne Noire, au nord, jusqu'au fleuve Aude au sud, qui le sépare des Corbières. Olonzac, important carrefour de routes, en est le principal centre économique.

## Toponymie
Son nom est attesté dès 843 sous la forme latinisée pagus Minerbensis.
Ce toponyme est issu du nom du village de Minerve (Hérault, Menerba en 873) dérivé avec le suffixe latin -ensi(s), comme souvent les noms de pagi. Cet élément a régulièrement abouti au suffixe -és en occitan et -ois en français. La forme occitane Menerba remonte au nom de la déesse romaine Minerve, d'où la francisation correcte en Minerve et Minervois.
De nombreuses communes portent aujourd'hui le nom de Minervois comme déterminant complémentaire :
- dans le département de l'Aude :
  - Argens-Minervois ;
  - Bize-Minervois ;
  - Caunes-Minervois ;
  - Laure-Minervois ;
  - Malves-en-Minervois ;
  - Peyriac-Minervois ;
  - Pouzols-Minervois ;
  - Rieux-Minervois ;
  - Roquecourbe-Minervois ;
  - Ventenac-en-Minervois ;
  - Villeneuve-Minervois ;
- dans le département de l'Hérault :
  - Félines-Minervois ;
  - Saint-Jean-de-Minervois.

Le Minervois a aussi donné son nom à ses vins (AOC Minervois).